# Ivy Queen
Ivy Queen, pseudonimo di Martha Ivelisse Pesante Rodríguez (Añasco, 4 marzo 1972), è una cantante, compositrice e rapper portoricana.
Viene chiamata anche con altri soprannomi, tra cui "La diva", "La Gata", "La Caballota", o ancora "La Reina del Reggaeton".
I suoi genitori sono emigrati a New York, dove è cresciuta, ma durante la sua adolescenza, sono tornati alla loro città natale.

## Carriera
A 18 anni, va a vivere a San Juan, dove incontra il rapper e produttore DJ Negro, che la aiuta e la presenta ad un gruppo chiamato "Noise", con il quale ha scritto ed interpretato la sua prima canzone Somos Rapperos Pero No Delincuentes ("siamo dei rapper, non dei delinquenti").

Convinta da DJ Negro, ha cominciato a cantare da sola nel 1997, quando ha inciso il suo primo album En Mi Imperio ("nel mio impero") con etichetta Sony, che ha venduto più di 100 000 copie.

In seguito si è recata a Panama, dove ha rappresentato Porto Rico nella "battaglia del rap". Ha anche fatto qualche esecuzione in Repubblica Dominicana, che hanno fatto registrare il tutto esaurito, e ha partecipato al primo "festival nazionale di rap e reggae", dove è stata promossa come "cantante rap dell'anno". Inoltre, nel 1997, ha ricevuto il riconoscimento di "Artista del '97" dalla rivista Artista.

Nel 1998, ha inciso il suo secondo album, sempre per Sony, intitolato The Original Rude Girl, che conteneva i successi Interlude in the Zone, Que Sabes Tu e The King and The Queen, e che ha venduto più del primo.

Diva, il suo terzo album, è uscito nel 2003, ed è stato nominato come miglior album di reggaeton ai Billboard Latin Awards 2005, e la canzone Dile come la migliore canzone tropicale dell'anno. Le canzoni sono state originariamente scritte da lei stessa ed eseguite con la partecipazione di vari artisti.
I testi delle sue canzoni portano un messaggio positivo e non brutale per la sua generazione, e parlano di Porto Rico e degli abusi di cui molte donne soffrono.

## Discografia
- 1997 : En Mi Imperio.
- 1998 : The Original Rude Girl.
- 2003 : Diva.
- 2004 : Diva Platinum Edition.
- 2004 : Real.
- 2005 : Flashback.
- 2007 : Sentimiento.
- 2007 : Sentimiento Platinum Editions.
- 2010 : Drama Queen.
- 2010 : Drama Queen Deluxe Edition.
- 2012 : Musa.
- 2015 : Vendetta.
- 2018 : The Queen Is Here.